# Артемиса
Артемиса (шп. Artemisa) је град и провинција на Куби. Према процени из 2011. у граду је живело 57.800 становника.

## Становништво
Према процени, у граду је 2011. живело 57.800 становника.
| 1991.  | 2011.  |
| ------ | ------ |
| 54.805 | 57.800 |

## Историја
Провинција Артемиса својевремено је припадала провинцији Хавана. На Кубанском националном већу које је одржано 1. августа 2010. године, провинција Хавана подељена је на провинцију Артемиса и провинцију Мајабек (Маyabeque Province). 

## Економија
Економија провинције Артемиса углавном се заснива на земљорадњи (воће, кромпир, пиринач, поврће, шећерна репа). На северу провинције се такође налази значајна лука Мариел. 